# Christian Körner (Botaniker)

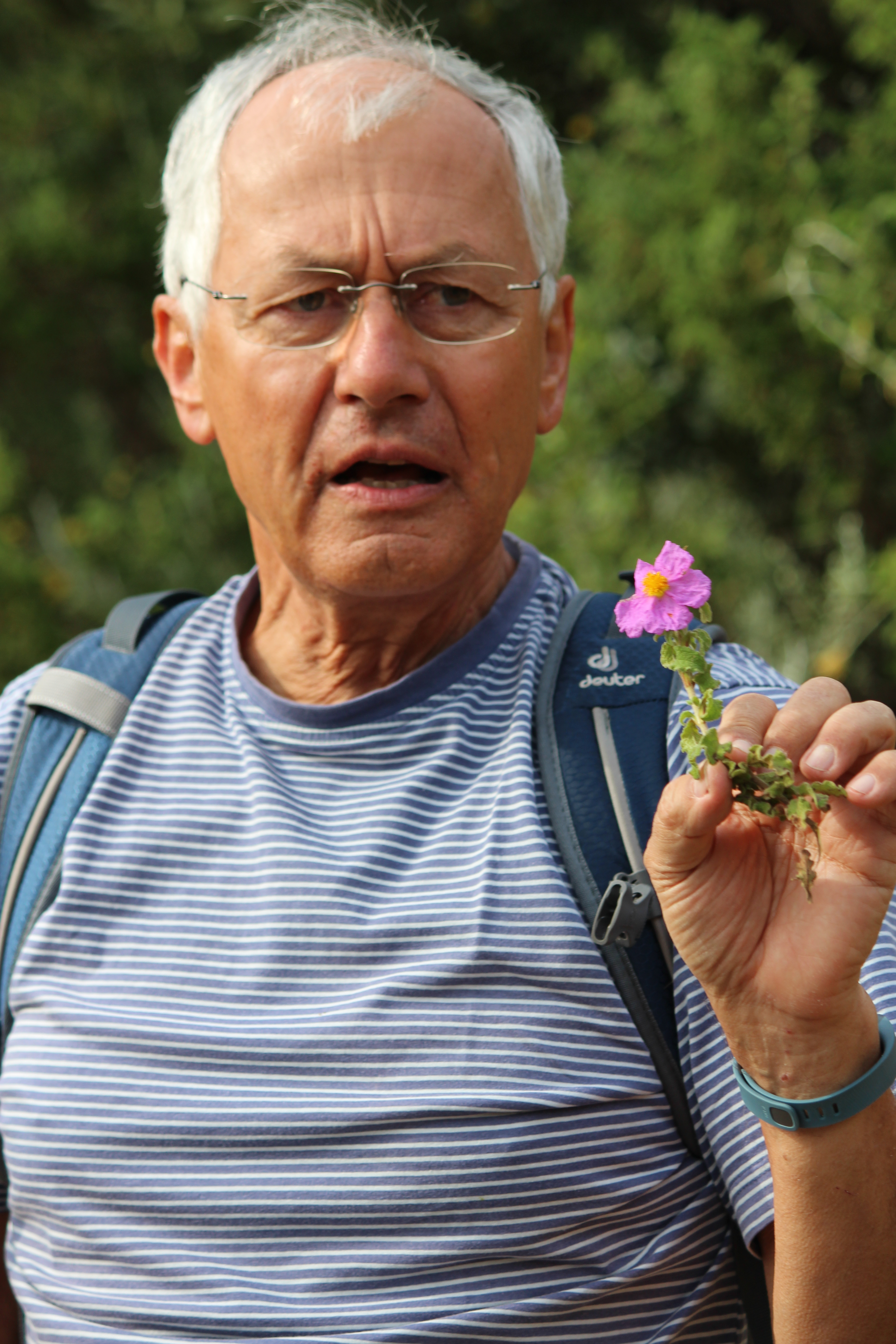
Christian Körner mit Cistus creticus (2014)

Christian Körner (* 29. März 1949 in Salzburg) ist ein österreichisch-schweizerischer Botaniker und emeritierter Hochschullehrer an der Universität Basel.

## Leben
Christian Körner studierte Biologie und Geowissenschaften an der Universität Innsbruck unter anderem bei Walter Larcher. 1989 wurde er Ordinarius für Botanik an der Universität Basel.
Er ist einer der fünf Autoren des Strasburger, des Standardlehrbuchs für Hochschulen im Fach Botanik des Biologiestudiums.
Körners Forschungsschwerpunkte sind die Experimentelle Ökologie der Pflanzen, im Besonderen der Pflanzen im Hochgebirge und im Forstbereich. Zusammen mit Erika Hiltbrunner forschte Körner auf der alpinen Forschungsstation ALPFOR, Furkapass.
Er ist seit dem Jahr 2000 Mitglied der Leopoldina. 2001 wurde er korrespondierendes Mitglied der Österreichischen Akademie der Wissenschaften.
Seit 2014 ist Körner emeritiert.

### Auszeichnungen
2024 erhielt Körner die Ehrenmedaille der Gesellschaft für Ökologie.

## Schriften
- mit Peter Sitte, Elmar Weiler, Joachim W. Kadereit, Andreas Bresinsky: Lehrbuch der Botanik für Hochschulen. Begründet von Eduard Strasburger. 35. Auflage. Spektrum, Heidelberg 2002, ISBN 3-8274-1010-X.
- mit Andreas Bresinsky, Joachim W. Kadereit, Gunther Neuhaus, Uwe Sonnewald: Strasburger – Lehrbuch der Botanik. Begründet von Eduard Strasburger. 36. Auflage. Spektrum, Heidelberg 2008, ISBN 978-3827414557
- mit Joachim W. Kadereit, Benedikt Kost, Uwe Sonnewald: Strasburger – Lehrbuch der Pflanzenwissenschaften. Springer Spektrum, 37., vollständig überarbeitete und aktualisierte Auflage. Berlin/Heidelberg 2014, ISBN 978-3-642-54434-7 [Print] (ISBN 978-3-642-54435-4 [E-Book]).
- mit Joachim W. Kadereit, Peter Nick, Uwe Sonnewald: Strasburger – Lehrbuch der Pflanzenwissenschaften. Springer Spektrum, 38. Auflage. Berlin/Heidelberg 2021, ISBN 978-3-662-61942-1 [Print] (ISBN 978-3-662-61943-8 [E-Book]).